# Meridiano 174 oeste
El meridiano 174 oeste de Greenwich es una línea de longitud que se extiende desde el Polo Norte atravesando el océano Ártico, Asia, el océano Pacífico, el océano Antártico y la Antártida hasta el Polo Sur.
El meridiano 174 oeste forma un gran círculo con el meridiano 6 este.
Comenzando en el Polo Norte y dirigiéndose hacia el Polo Sur, el meridiano 174 oeste pasa a través de:
| Coordenadas                         | País, territorio o mar | Notas |
| ----------------------------------- | ---------------------- | --- |
| 90°0′N 174°0′O / 90.000, -174.000   | Océano Ártico          | |
| 71°47′N 174°0′O / 71.783, -174.000  | Mar de Chukotka        | |
| 67°5′N 174°0′O / 67.083, -174.000   | Rusia                  | Península de Chukchi |
| 66°53′N 174°0′O / 66.883, -174.000  | Bahía Koliúchinskaya   | |
| 66°38′N 174°0′O / 66.633, -174.000  | Rusia                  | Península de Chukchi |
| 64°27′N 174°0′O / 64.450, -174.000  | Mar de Bering          | |
| 52°21′N 174°0′O / 52.350, -174.000  | Estados Unidos         | Alaska - Isla Atka e Isla Amlia |
| 52°6′N 174°0′O / 52.100, -174.000   | Océano Pacífico        | Pasa justo al oeste de la isla Lisianski, Hawái, Estados Unidos Pasa justo al oeste de las islas Tafahi y Niuatoputapu, Tonga Pasa justo al este de las islas Fonualei y Toku, Tonga |
| 18°34′S 174°0′O / -18.567, -174.000 | Tonga                  | Islas de Vava'u |
| 18°42′S 174°0′O / -18.700, -174.000 | Océano Pacífico        | |
| 60°0′S 174°0′O / -60.000, -174.000  | Océano Antártico       | |
| 78°26′S 174°0′O / -78.433, -174.000 | Antártida              | Dependencia Ross, reclamada por Nueva Zelanda |